# Schizachyrium perplexum
Schizachyrium perplexum är en gräsart som beskrevs av Stanley Thatcher Blake. Schizachyrium perplexum ingår i släktet Schizachyrium och familjen gräs. Inga underarter finns listade i Catalogue of Life.